# Аркейн (мультсеріал)
«Аркейн: Ліга Легенд» (англ. Arcane: League of Legends) — мультсеріал 2021 року за всесвітом гри League of Legends, створений з нагоди десятиліття гри. Мультсеріал створено компаніями Riot Games та французькою студією Fortiche Production. Прем'єра перших трьох серій відбулася 6 листопада 2021 року, мультсеріал вийшов на стримінгових платформах Netflix і Tencent Video.
Дія відбувається у вигаданих містах всесвіту League of Legends: аристократичному Пілтовері та Зауні, де мешкають бідняки та злочинці. Невдале пограбування лабораторії в Пілтовері групою злодіїв із Зауна обертається тим, що до світу повертається заборонена магія, поглиблюючи суперечності суспільства.

## Сюжет

### Перший сезон
Сестри Вайлет і Павдер разом з двома друзями здійснюють невдале пограбування наукової лабораторії в Пілтовері. Стається вибух і поліція Пілтовера наполегливо розшукує винних. Це напружує давній конфлікт між Пілтовером і Зауном. Опікун сестер Вандер намагається запобігти сутичкам, але потрапляє в полон до свого старого ворога, алхіміка Сілко. Вайлет з друзями намагаються його звільнити; Павдер думає, що може допомогти друзям і створює бомби з вкраденим з лабораторії кристалом з невідомої речовини. В результаті вибуху гинуть друзі Вайлет, а потім і Вандер, і вона звинувачує в смертях свою сестру. Вай відрікається від Павдер, але ту бере під свою опіку Сілко.
Паралельно молодий учений Джейс Таліс, якому й належала пограбована лабораторія, постає перед судом за експерименти із забороненою магією Аркейн. Його виганяють з академії та наказують знищити напрацювання. Проте Джейса підтримують дослідник Віктор і аристократка Мел Медарда, допомагаючи довести, що магію можливо приборкати. Порушивши заборону, Джейс із Віктором створюють сплав магії з технологією — «гекзтек». Доктор Гаймердінґер, який був налаштований критично, визнає користь цього відкриття, але побоюється, що ним скористаються для війни.
Завдяки гекзтеку Пілтовер за кілька років досягає небувалого процвітання. Джейс входить до ради Пілтовера, вірячи, що його винаходи приведуть до миру й прогресу. Сілко в цей час планує повстання і таємно захоплює контроль над Зауном за допомогою наркотика, що поступово перетворює наркоманів на потвор. Павдер під його опікою виростає та бере собі ім'я Джинкс. Вона викрадає останню гекзтекову розробку — самоцвіт, який слугує джерелом величезної енергії. При цьому гинуть декілька правоохоронців. За розслідування береться силовиця Кейтлін Кірамман, яка звільняє із в'язниці Вайлет (Вай). Удвох вони знаходять свідчення, що до крадіжки самоцвіту причетна Джинкс. Рада Пілтовера готується до військових дій проти Зауна і відправляє на пенсію Гаймердінґера, який потім приєднується до банди «Світляків», що прагне утримувати законність у Зауні.
Смертельно хворий Віктор потай заручається підтримкою алхіміків Зауна, щоб зцілитися. Задум вдається, але Віктор усвідомлює, що гекзтекові розробки перетнули моральні межі. Джейс, мимовільно ставши вбивцею хлопчика із Зауна, переконує раду дати Зауну незалежність і тим самими забезпечити мир між двома містами. Проте Джинкс, дедалі божеволіючи, сприймає роздуми Сілко про примирення за зраду. Вона вбиває Сілко, заволодіває самоцвітом і користується ним, щоб атакувати раду Пілтовера.

### Другий сезон
Після атаки Джинкс частина ради Пілтовера загинула; решта ухвалюють почати воєнні дії проти Зауна. Кейтлін через загибель своєї матері стає дедалі жорстокішою, на розчарування Вай. Джейс, щоб урятувати пораненого Віктора, поміщає його в гекзтекове ядро, яке він пообіцяв знищити. Віктор отримує залізне тіло та магічні сили, але покидає Джейса та вирушає в Заун, де стає пророком для знедолених. Джейс, Гаймердінґер та Екко знаходять свідчення згубного впливу магії на світ.
Джинкс переховується від силовиків Пілтовера, до яких приєдналася Вай. Проти Джинкс змовляються хем-барони Зауна, що продають наркотики. Вони планують видати Джинкс владі Пілтовера в обмін на перемир'я, проте Севіка виступає проти. Джинкс лагодить для Севіки протез руки, за допомогою якого вона потім рятує Джинкс від хем-баронів. Джинкс знайомиться з дівчинкою-сиротою Ішею, що нагадує її саму в дитинстві. Піклуючись про Ішу, Джинкс відмовляється підтримати боротьбу Зауна проти Пілтовера. Але коли Ішу викрадають силовики верхнього міста, вона вирушає на пошуки та стикається з вовкулакою, на якого алхімік Сінгед перетворив Вандера.
Намагаючись зупинити Віктора, Джейс розшукує та вбиває його. Це спричиняє перенесення Джейса, Гаймердінґера та Екко у часі та між паралельними реальностями, де вони усвідомлюють, як повинні ставитися до своїх близьких. Зрештою Джейсу та Екко вдається повернутися, коли Сінгед воскрешає Віктора за допомогою алхімії. Амбесса, довідавшись про силу Віктора, пропонує йому угоду: доступ до центру магії Пілтовера в обмін на створення армії непереможних солдатів. Віктор погоджується, проте магія потрібна йому для насильного примирення всіх істот. Для цього він створює безліч рухомих маріонеток.
Після загибелі Іші Джинкс думає про самогубство, але Екко відмовляє її. Амбесса отримує армію та штурмує Пілтовер. Тим часом Віктор проникає до центру магії міста та починає здійснення свого задуму. Завдяки втручанню Екко та Джейса він усвідомлює цінність свободи та разом із Джейсом знищує джерело магії Пілтовера. Мел, розкривши власні чарівні здібності, убиває Амбессу. Джинкс, рятуючи Вай від Вандера, зникає. Між Пілтовером і Зауном настає мир.

## Творча сторона

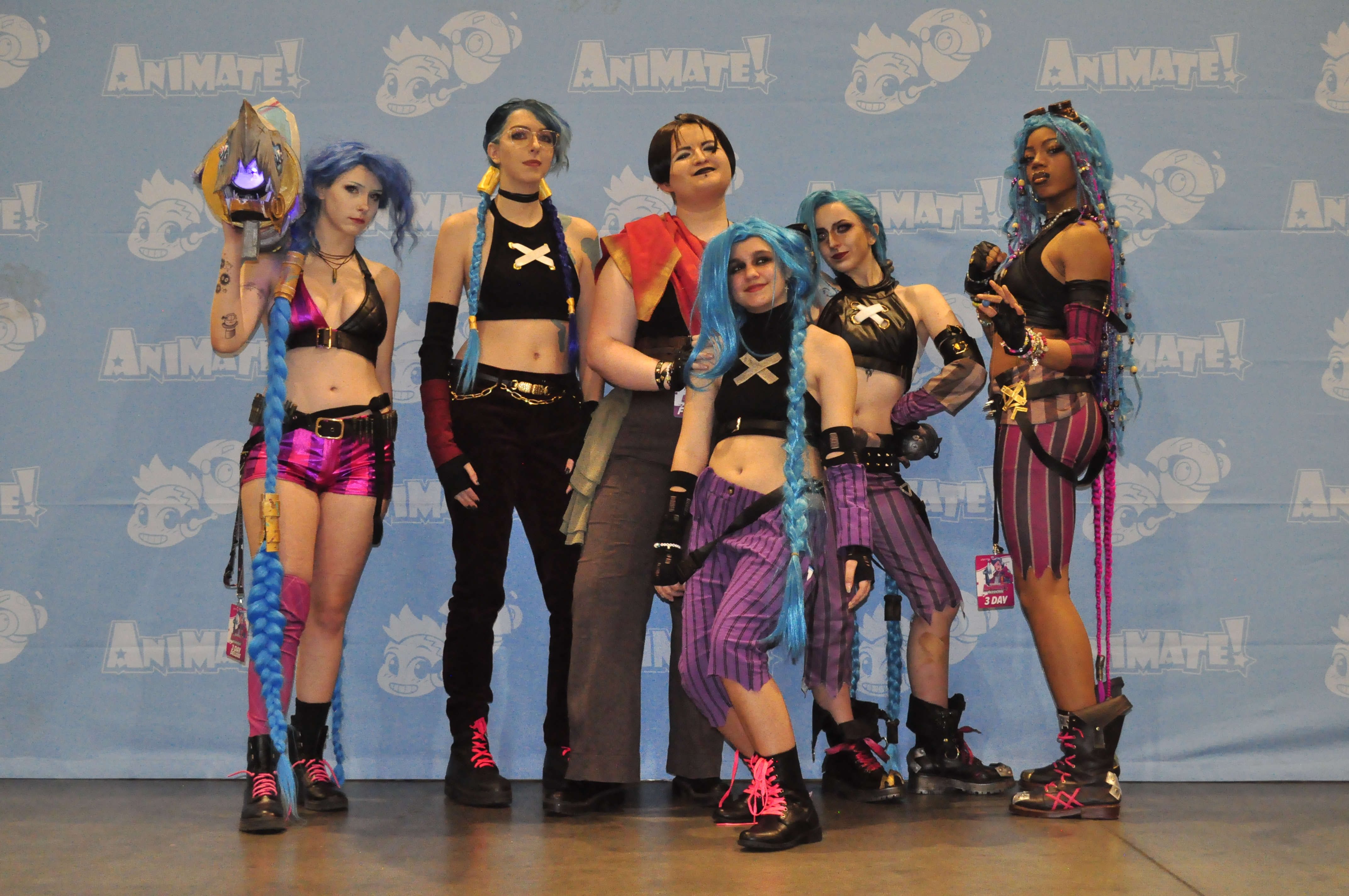

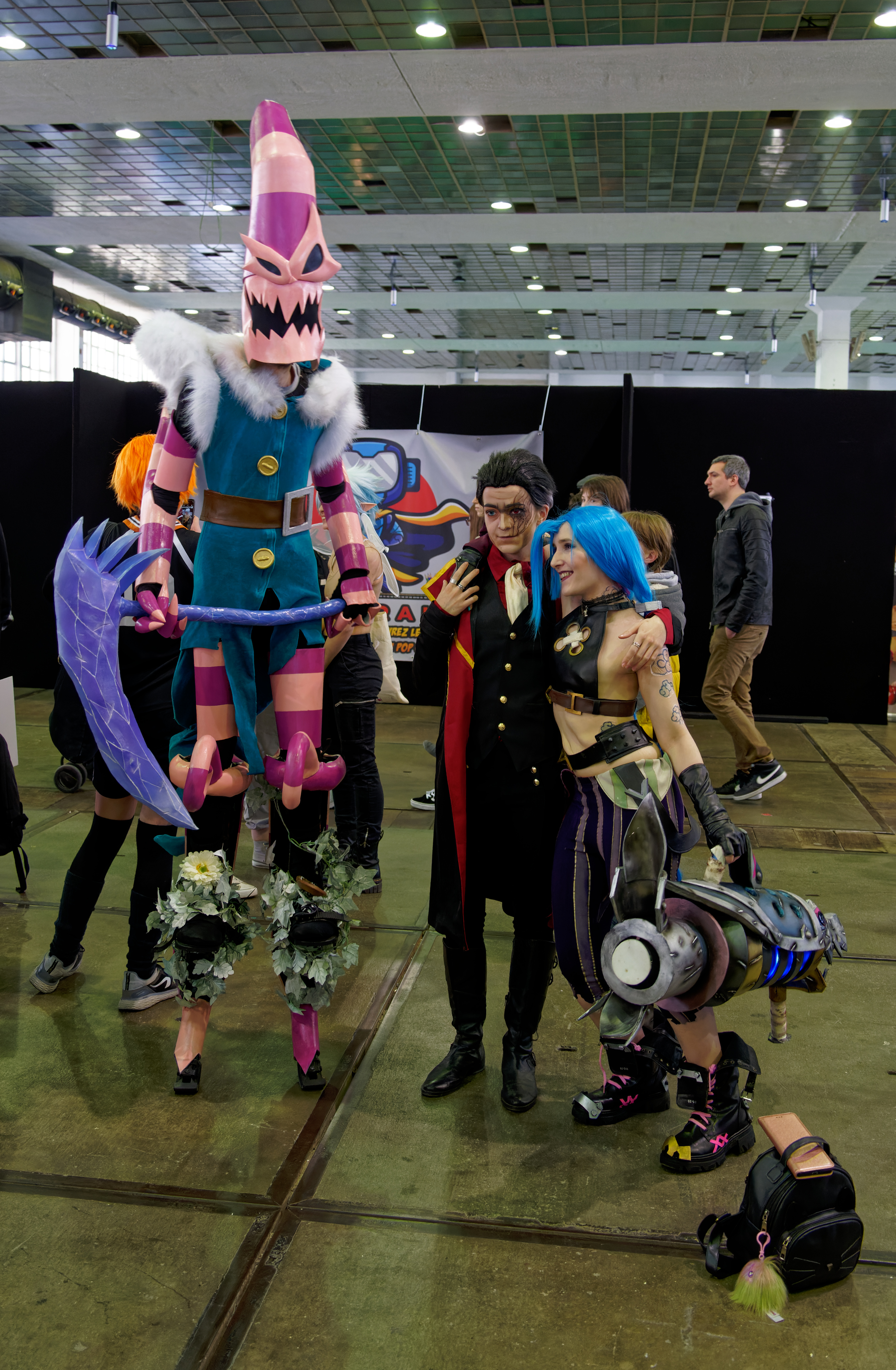